# Martin Nannestad Jørgensen
Martin Nannestad Jørgensen (født 9. juni 1959 i Östhammar, Sverige) er en dansk væver og tekstilkunstner. Han bor og arbjder i København og har siden midten af 1980'erne udstillet sine værker i ind- og udland. Dertil har han lavet offentlige udsmykninger i en række kirker og statsinstitutioner.

## Uddannelse og virke
Martin Nannestad Jørgensen voksede op i Danmark og Grønland. Han blev udlært som væver hos Kim Naver i København 1978–81, Dona Paula Sanches i Guatemala, 1980–81, og professor Shizuko Oshiro i Okinawa, Japan 1986–87.
Han har undervist på bl.a. Det Kongelige Akademi og Århus Kunstakademi og er næstformand i bestyrelsen for Selskabet for Kirkelig Kunst.

## Værker

### Billedvæv
Weilbachs Kunstnerleksikon beskriver Martin Nannestad Jørgensen som "en af de unge billedvævere, der er i gang med at forny en tradition, der ellers har stået i fare for helt at forsvinde". Hans monumentale vævninger i stærke farver beskrives som "mesterligt håndværk og fornemt tekstilt billedarbejde". De kan ses i bl.a. Københavns Universitet, Justitsministeriet og Højesteret.

### Kirkelige tekstiler
Martin Nannestad Jørgensen har bl.a. designet og udført altergulvtæpper og messehagler til Trinitatis Kirke (København), Rungsted Kirke, Sankt Clemens Kirke (Randers), Husum Kirke og Herlufsholm Kirke.

## Udstillinger i udvalg

### Soloudstillinger
- 2024 Slow, Det Danske Kulturinstitut, Beijing, Kina
- 2019 Slow Art, Rundetaarn, København[8][9]

- 2004 - 2005 Kunst–Industri–Museum, Kunstindustrimuseet, København [10]
- 1984 Soloudstilling Haandværkerforeningen, København[2]

### Gruppeudstillinger
- 2022 Lynn Mecklenburg Textile gallery, Madison, USA[2]
- 2021 Cordis Tapestry Prize Exhibition, Edinburgh, Skotland[2]
- 2019 Hello! Loom, Copenhagen Contemporary, København[11]